# Storia dei Carolina Panthers

Il logo dei Carolina Panthers

I Carolina Panthers sono un club di football americano professionistico nato nel 1993 con sede a Charlotte, Carolina del Nord, USA. Questa voce approfondisce la storia della franchigia dalla fondazione ad oggi.

## Origini: 1987-1994
Nel 1987, poco dopo che a Charlotte fu assegnata una nuova franchigia della National Basketball Association (gli Charlotte Hornets), l'ex giocatore dei Baltimore Colts Jerry Richardson si incontrò con un gruppo di potenziali investitori per portare una franchigia di espansione della NFL nella regione della Carolina. La Richardson Sports decise di costruire uno stadio a Charlotte finanziandolo privatamente, della capacità di oltre 70.000 posti a sedere.
L'annuncio di Richardson creò trambusto nella regione, con politici, uomini d'affari e cittadini che si unirono per mostrare alla NFL che una squadra avrebbe avuto un grosso seguito nell'area. I Senatori Jesse Helms del North Carolina e Ernest Hollings del South Carolina misero da parte le loro divergenze per mostrare alla NFL il loro sostegno alla nuova ipotetica squadra. Nel frattempo, il Governatore della North Carolina James G. Martin e quello del South Carolina Carroll A. Campbell Jr. crearono un comitato di cittadini di entrambi gli stati per contribuire alla causa. Gare di pre-stagione vennero tenute nella regione nel 1989, 1990 e 1991: tutte queste sfide fecero segnare il tutto esaurito come parte dello sforzo dei tifosi di dimostrare il loro entusiasmo.
Nel 1992 la NFL pubblicò una lista di cinque potenziali aree in cui avrebbe potuto avere sede una squadra della lega: Baltimora, Maryland; St. Louis, Missouri; Memphis, Tennessee; Jacksonville, Florida e le due regioni della Carolina, rappresentate da Charlotte. Dopo che il voto venne rimandato per una disputa tra i giocatori e la lega, la gara ricominciò nel 1993. Nel giugno di quell'anno, la Richardson Sports annunciò che avrebbe finanziato lo stadio attraverso la vendita di licenze per posti permanenti e box di lusso. In una notevole testimonianza d'affetto, tutti questi posti vennero venduti entro il primo giorno.

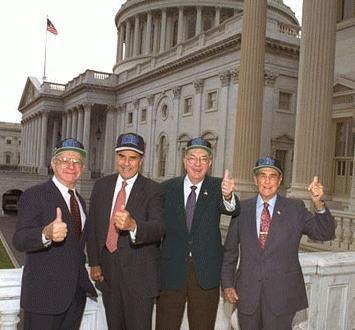
I Senatori Lauch Faircloth (North Carolina), Bob Dole (Kansas), Jesse Helms (North Carolina) e Strom Thurmond (South Carolina) mostrano il loro entusiasmo per gli appena creati Carolina Panthers

La fattibilità della squadra non era più in discussione, ma stava ancora alla lega decidere a chi dovesse essere assegnata. Il 26 ottobre 1993, la lega annunciò che i proprietari delle altre squadre avevano votato all'unanimità per assegnare la franchigia a Charlotte, la prima nuova squadra della NFL dal 1976 (i Jacksonville Jaguars sarebbero stati nominati come trentesima squadra un mese dopo). I tifosi di tutta la regione celebrarono con fuochi d'artificio. Durante la conferenza stampa dell'annuncio al pubblico, Richardson parlò direttamente nella videocamera per ringraziare le 40.000 persone che avevano acquistato in precedenza gli abbonamenti permanenti, consentendo così di costruire il nuovo stadio senza pesare sui contribuenti.
Il figlio di Jerry Richardson, Mark, fu il responsabile della scelta di "Panthers" come nome della squadra. Mark, che sentì che ci dovesse essere un qualche tipo di "sinergia" tra il nome e i colori della squadra, suggerì anche che i colori della franchigia fossero nero, blu e argento.
Anche se St. Louis e Baltimora persero la gara per ottenere una franchigia, anch'esse alla fine ottennero due nuove squadre: i Los Angeles Rams si trasferirono a St. Louis nel 1995 e nel 1996 i Cleveland Browns diventarono in maniera controversa i Baltimore Ravens, indicati dalla lega tecnicamente come un expansion team. Anche Memphis temporaneamente ricevette una squadra quando gli Houston Oilers si trasferirono nel 1997 nel Tennessee, giocando le stagioni 1997 e 1998 al Liberty Bowl Memorial Stadium mentre veniva costruito il nuovo LP Field a Nashville.

## L'era di Dom Capers: 1995–1998
I Panthers assunsero Dom Capers, ex coordinatore difensivo dei Pittsburgh Steelers, come primo allenatore della loro storia.

### 1995
Nel corso dell'Expansion Draft NFL 1995, Rod Smith fu il primo giocatore selezionato dai Panthers. Nel Draft NFL 1995, i Panthers fecero la loro prima aggiunta significativa (in termini di contributi a lungo termine per la squadra) scegliendo il quarterback da Penn State Kerry Collins. Alla loro entrata nella NFL nel 1995, i Panthers e i Jacksonville Jaguars ebbero un lusso mai avuto dai precedenti expansion team: la possibilità di firmare i free agent. I Panthers fecero un eccellente lavoro in questo senso, firmando il wide receiver Don Beebe, il linebacker Sam Mills e il placekicker John Kasay. I Panthers disputarono la loro prima gara nella pre-stagione battendo i Jacksonville Jaguars 20–14 (una gara conosciuta come "Battle of the Big Cats," a causa della somiglianza dei nomi delle franchigie) il 29 luglio 1995.
Le gare casalinghe della stagione furono disputate allo stadio della Clemson University, dal momento che lo stadio dei Panthers a Charlotte era ancora in costruzione. Questo rese i Panthers l'unica squadra delle quattro maggiori leghe sportive americane ad avere sede in South Carolina, seppur per un solo anno. I Panthers in origine desideravano disputare le loro prime gare casalinghe al Williams-Brice Stadium a Columbia, South Carolina, più vicino e accessibile a Charlotte, ma la University of South Carolina negò loro il permesso.
La prima gara di stagione regolare dei Panthers fu contro gli Atlanta Falcons al Georgia Dome. I Panthers segnarono nei loro primi tre possessi, portandosi in vantaggio 13–0 prima che i Falcons rimontassero vincendo 23–20 nei tempi supplementari. La prima gara casalinga della franchigia (a Clemson) fu una sconfitta 31–10 coi St. Louis Rams. Dopo aver perso le prime cinque gare di campionato, i Panthers vinsero la loro prima gara contro i New York Jets 26–15 il 15 ottobre 1995, dopo che Sam Mills ritornò un intercetto per 36 yard in touchdown. Nel corso dell'anno, i Panthers stupirono la lega non solo vincendo quattro gare consecutive (un record per una nuova squadra) ma anche battendo gli ultimi vincitori del Super Bowl, i San Francisco 49ers 13–7, la prima volta nella storia in cui un expansion team batté i campioni in carica. I Panthers terminarono con un record di 7–9, più che raddoppiando il miglior record di un expansion team.

### 1996

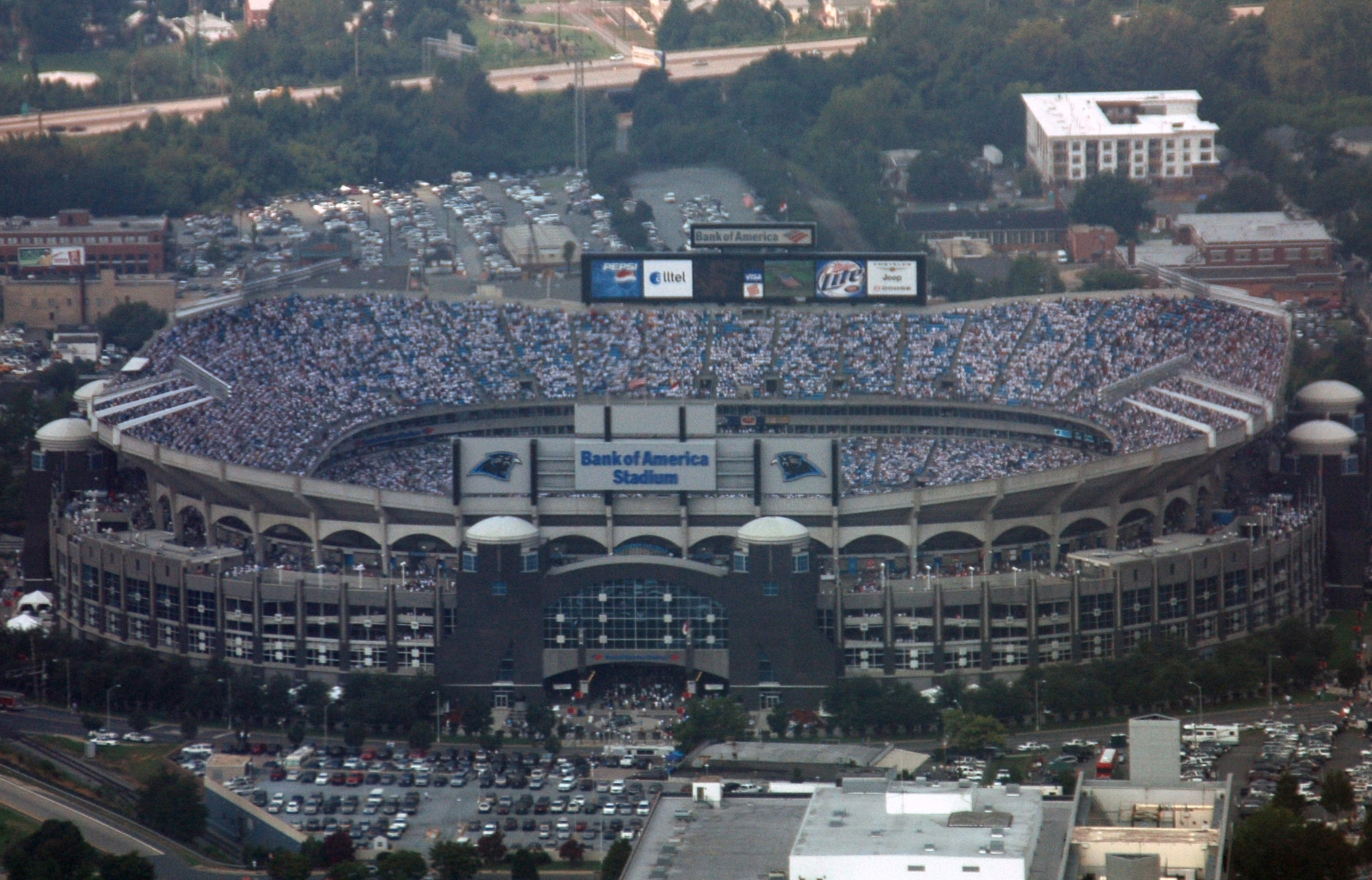
Dopo aver giocato la prima stagione al Memorial Stadium di Clemson, i Panthers nel 1996 si spostarono al Bank of America Stadium.

Nel Draft NFL 1996, i Panthers utilizzarono la loro prima scelta per il running back Tim Biakabutuka e la seconda per il wide receiver Muhsin Muhammad. Durante l'estate acquisirono anche il quarterback Steve Beuerlein, il tight end Wesley Walls e il linebacker Kevin Greene. Dopo aver giocato le loro gare casalinghe al Memorial Stadium di Clemson nella loro prima stagione, i Panthers iniziarono a giocare nell'appena completato Ericsson Stadium a Charlotte a partire da settembre. La squadra al secondo anno fece ancora meglio che nel primo: dopo una partenza con un record di 5-4, la squadra vinse sette gare consecutive terminando con un record di 12–4, vincendo la NFC West per la prima volta nella storia della franchigia. Nella loro prima gara di playoff, i Panthers batterono i Dallas Cowboys 26–17 nei divisional playoff della NFC all'Ericsson Stadium. La settimana successiva, tuttavia, essi persero contro i futuri vincitori del Super Bowl, i Green Bay Packers, 30–13 nella finale della NFC. Anche l'altro expansion team, i Jacksonville Jaguars, disputò la finale della AFC, perdendo contro i New England Patriots 20–6: per poco la NFL non ebbe un Super Bowl disputato da expansion team. Dopo la stagione di successo, otto giocatori dei Panthers furono convocati per il Pro Bowl, inclusi Kerry Collins, John Kasay, Sam Mills e Michael Bates tra gli altri.

### 1997
I Panthers scelsero diversi giocatori di talento nel Draft NFL 1997, inclusi la safety Mike Minter, il tight end Kris Mangum e firmarono il running back Fred Lane come free agent non scelto nel draft. Dopo la grande stagione precedente, i Panthers erano pronosticati a qualificarsi ai playoff anche nel 1997, ma una lenta partenza con un record di 2–4 iniziò a gettare dei dubbi nelle menti dei tifosi della Carolina. La squadra terminò la sua terza stagione con un record di 7–9, mancando i playoff. I Panthers persero la loro prima apparizione di sempre nel Monday Night Football per 34-21 contro i San Francisco 49ers. Per la prima volta nella storia della franchigia, i Panthers terminarono anche una gara senza segnare alcun punto, quando persero contro i Denver Broncos per 34–0 nella settimana 11.

### 1998
I Panthers iniziarono la stagione 1998 con un record di 0–7, la peggior partenza della storia della franchigia. Il quarterback Kerry Collins partì come titolare nelle prime quattro gare prima di cedere il posto Steve Beuerlein, il quale rimase titolare per il resto dell'anno. La prima vittoria fu per 31–17 sui New Orleans Saints nella settimana 9, interrompendo una striscia negativa di 9 gare che si protraeva dalla stagione precedente. Dopo aver vinto in rimonta le ultime due gare dell'anno, i Panthers terminarono con un bilancio di 4–12, il peggiore della loro storia all'epoca. Kerry Collins, che stava lottando contro l'alcolismo, fu svincolato a fine stagione. Anche il capo-allenatore Dom Capers fu lasciato libero dopo quattro stagioni con la franchigia.

## L'era di George Seifert: 1999–2001
Dopo l'addio a Dom Capers, George Seifert divenne il secondo allenatore della storia dei Panthers. Seifert aveva vinto due Super Bowl come capo-allenatore dei San Francisco 49ers e aveva la reputazione di aver vinto con squadre di talento e di esperienza.

### 1999
I Panthers scelsero diversi giocatori nel Draft NFL 1999, incluso il defensive end Mike Rucker. Nella prima stagione di Seifert con la squadra, i Panthers terminarono con un record di 8-8, un miglioramento di quattro vittorie rispetto alla stagione precedente e il primo bilancio in pareggio della storia della franchigia. Dopo una partenza con un record di 2-5, essi finirono con un bilancio di 6–3 nelle ultime nove gare, incluso un 45–13 in casa sui loro rivali di division dei New Orleans Saints, nell'ultima gara della stagione. La squadra non riuscì a raggiungere una wild card dei playoff solo per la minor quantità di punti segnati rispetto agli avversari con cui erano arrivati alla pari. Il wide receiver Rae Carruth, scelto dai Panthers nel primo giro del draft 1997, fu arrestato nel 1999 per aver progettato di assassinare la sua ragazza incinta e fu in seguito condannato.

### 2000
Nel draft NFL 2000, la safety Deon Grant e il linebaker Lester Towns furono tra i giocatori scelti dai Panthers. Nella seconda stagione di Seifert, i Panthers terminarono con un record di 7–9, una vittoria in meno della precedente, e mancarono i playoff per la quarta stagione consecutiva. Essi finirono terzi nella NFC West, dietro St. Louis Rams e New Orleans Saints. Il quarterback veterano Steve Beuerlein, titolare della squadra dal 1998, fu svincolato a fine anno. L'ex running back Fred Lane, che era stato membro dei Panthers per tre stagioni, fu ferito a morte con un colpo d'arma da fuoco dalla moglie nel 2000 dopo aver firmato con gli Indianapolis Colts.

### 2001
La terza e ultima stagione di Seifert coi Panthers fu disastrosa. La squadra nominò come quarterback titolare Jeff Lewis, licenziandolo però prima dell'inizio della stagione a causa delle prestazioni negative; questo lasciò i Panthers col quarterback rookie Chris Weinke come titolare. Weinke aveva vinto l'Heisman Trophy guidando Florida State alla vittoria del campionato NCAA ma non ebbe gli stessi successi nella NFL. I Panthers vinsero la gara d'esordio contro i Minnesota Vikings 24–13 ma poi persero tutte le altre 15 gare della stagione. Questo stabilì un record NFL negativo per maggior numero di sconfitte consecutive in una stagione che fu superato solo dai Detroit Lions che non vinsero alcuna gara nel 2008. I Panthers finirono anche ultimi nella propria division per la prima volta nella storia della franchigia.
Seifert fu licenziato un giorno dopo il termine della stagione. Anche se la sua ultima stagione fu la peggiore nella storia della squadra, George Seifert contribuì a scegliere degli ottimi giocatori nel Draft NFL 2001, come Dan Morgan, Kris Jenkins e Steve Smith, che fu convocato per diversi Pro Bowl e inserito nella formazione ideale della stagione All-Pro nella sua carriera coi Panthers. Smith fu considerato uno dei ricevitori più spettacolari ed elettrizzanti del decennio.

## L'era di John Fox: 2002-2010
I Panthers assunsero l'ex coordinatore difensivo dei New York Giants John Fox come loro terzo capo-allenatore. Fox era noto per la sua disciplina difensiva, una cosa di cui la squadra aveva un estremo bisogno dopo essere terminata ultima nelle statistiche difensive la stagione precedente.

### 2002

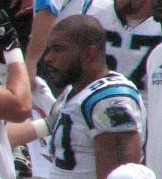
Julius Peppers fu la seconda scelta assoluta del Draft NFL 2002.

Fox cercò nel Draft NFL 2002 di rivitalizzare la franchigia, iniziando dalla seconda scelta assoluta Julius Peppers. Peppers era un defensive end dominante dalla University of North Carolina e si adattò bene agli schemi difensivi di Fox. I Panthers scelsero anche il linebacker Will Witherspoon e il running back DeShaun Foster in quel draft. Peppers, assieme all'altro defensive end Mike Rucker e ai defensive tackle Brentson Buckner and Kris Jenkins formò una delle migliori linee difensive della storia. Nel frattempo, Mike Minter ancorò la linea secondaria, con Witherspoon (affezionatamente chiamato "Spoon" da tifosi e compagni) e Mark Fields a guidare la truppa dei linebacker. La mentalità difensiva di Fox si applicò bene ai Panthers che salirono a un record di 7–9 (sei vittorie in più dell'anno precedente) e terminarono con la seconda miglior difesa della lega, compreso un minimo di 3,69 yard concesse a corsa.

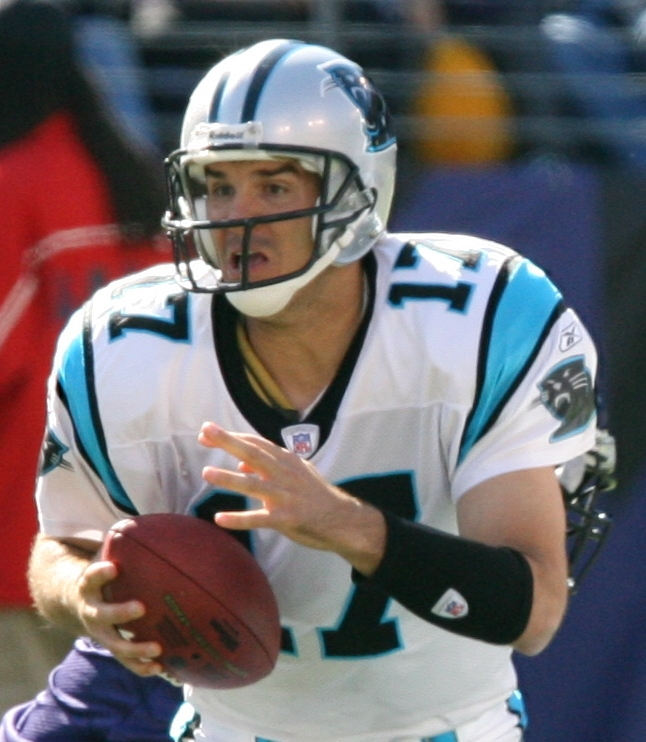
Il quarterback Jake Delhomme condusse i Panthers a disputare il loro primo Super Bowl.

### 2003: i "Cardiac Cats"
La stagione 2003 iniziò coi Panthers che scelsero nel draft diverse giovani promesse, tra cui Ricky Manning Jr. come cornerback e Jordan Gross come offensive tackle. Inoltre, il quarterback Jake Delhomme, il running back Stephen Davis e il wide receiver Ricky Proehl furono firmati nella off-season, rendendo anche l'attacco uno dei più competitivi della lega. Non mancarono comunque anche momenti tragici per la squadra, come quando fu rivelato che l'ex linebacker e allenatore Sam Mills soffriva di un cancro all'intestino; inoltre, al linebacker Mark Fields fu diagnostica il Linfoma di Hodgkin. La squadra sfruttò queste tristi notizie come motivazione e vinse le prime cinque partite. Jake Delhomme sostituì Rodney Peete come quarterback a metà gara della sfida di apertura contro i Jacksonville Jaguars, dopo di che guidò i Panthers a una rimonta nel quarto periodo, guadagnandosi così il ruolo di titolare. Delhomme alla fine portò la squadra a un record di 11–5 record, alla vittoria della NFC South Division e alla qualificazione ai playoff.
Nei playoff, Carolina batté facilmente i Cowboys 29–10 nel turno delle wild card, prima di affrontare i St. Louis Rams nel turno successivo all'Edward Jones Dome. I Panthers erano in vantaggio di 11 punti a tre minuti dalla conclusione, ma un touchdown di Marshall Faulk, una conversione da due punti segnata con successo e un onside kick recuperato dopo il quale i Rams segnarono un field goal pareggiò la gara, mandandola ai supplementari. Sia John Kasay che Jeff Wilkins sbagliarono i potenziali field goal della vittoria nel primo tempo supplementare, ma nella prima giocata secondo, Jake Delhomme trovò con un passaggio Steve Smith che segnò un touchdown da 69 yard che diede la vittoria ai Panthers 29–23, qualificando i Panthers alla finale della NFC contro i Philadelphia Eagles. Gli Eagles, guidati da Donovan McNabb, erano alla terza finale della NFC consecutiva, ma persero dopo che i Panthers annullarono il loro attacco, con la gara che terminò sul 14-3, qualificando Carolina al primo Super Bowl della sua storia, contro i New England Patriots. Le diverse vittorie negli ultimi istanti di gara e nei supplementari con un ridotto margine, fecero guadagnare alla squadra il soprannome di "Cardiac Cats."

#### Super Bowl XXXVIII
| Super Bowl XXXVIII | 1 | 2  | 3 | 4  | Totale |
| ------------------ | - | -- | - | -- | ------ |
| Panthers           | 0 | 10 | 0 | 19 | 29     |
| Patriots           | 0 | 14 | 0 | 18 | 32     |

Nel Super Bowl XXXVIII, nessuna delle due squadre riuscì a segnare nel primo quarto e la partita rimase senza punti fino quasi alla fine del primo tempo. Negli ultimi cinque minuti però venne segnato un totale di 24 punti, andando alla fine del primo tempo sul punteggio di 14–10 per New England. Anche nel terzo quarto non fu alcun punto segnato. Le cose si riaccesero nell'ultimo quarto in cui le squadre si scambiarono la leadership diverse volte, in quello che fu il quarto periodo con più punti segnati della storia del Super Bowl. Un record venne stabilito quando Jake Delhomme passò a Muhsin Muhammad un touchdown da 85 yard all'inizio del quarto, la più lunga giocata offensiva della storia del Super Bowl. I Panthers passarono così in vantaggio 22-21 prima che New England rispondesse con un touchdown e la successiva conversione da due punti, portando il risultato sul 29–22. Carolina rispose a sua volta segnando un touchdown con Ricky Proehl a 68 secondi dal termine, aprendo la possibilità ai primi supplementari della storia del Super Bowl. Il kickoff di John Kasay però uscì dalla linea laterale del campo, consegnando ai Patriots il pallone sulla loro linea delle 40 yard. Adam Vinatieri, che aveva vinto il Super Bowl XXXVI due anni prima con un field goal all'ultimo secondo, si ripeté, segnando un field goal da 41 yard a quattro secondi dal termine, malgrado avesse sbagliato due tentativi in precedenza nella partita. I Patriots vinsero così il loro secondo Super Bowl in tre anni.

### 2004
Diversi analisti ritennero i Panthers una squadra da titolo nel 2004. Nel Draft NFL 2004 chiamarono con le prime due selezioni il cornerback Chris Gamble e il wide receiver Keary Colbert e non persero alcun giocatore della cavalcata verso il Super Bowl dell'anno precedente. Inoltre, Mark Fields, che aveva perso gran parte della stagione per il Linfoma di Hodgkin, fu pronto per tornare in campo. La squadra soffrì però fin dall'inizio diversi infortuni, come Steve Smith che si ruppe una gamba nel debutto stagionale contro Green Bay, Stephen Davis che si infortunò al ginocchio nella seconda gara e Kris Jenkins che ebbe problemi ad una spalla per tutto il corso dell'anno. Quattordici giocatori della squadra finirono in lista in infortunati, inclusi i suoi quattro migliori running back, più di qualsiasi altra squadra. Questa portò a una partenza con un record di 1-7, coi tifosi che iniziarono a domandarsi se non vi sarebbe stata una ripetizione della stagione da 1-15 del 2001. Il fullback di riserva Nick Goings però corse 100 yard in 5 diverse gare e Keary Colbert giocò bene nel ruolo di secondo ricevitore. La difesa resse il colpo malgrado gli infortuni e la squadra riuscì a vincere sei delle ultime otto gare, terminando con un record di 7–9. I Panthers mancarono i playoff per un soffio dopo aver perso l'ultima equilibrata gara della stagione contro New Orleans, quando sbagliarono di poco un field da 60 yard mentre il tempo andava esaurendosi.
Nelle celebrazioni del decimo anniversario della franchigia i Panthers nominarono la formazione ideale del loro primo decennio. Con l'eccezione del tight end Wesley Walls, tutti i titolari dell'attacco facevano parte della cavalcata del Super Bowl del 2003. In difesa invece solo i quattro giocatori più avanzati fecero parte della squadra del Super Bowl (Peppers, Rucker, Jenkins and Buckner), oltre al linebacker Dan Morgan e alla safety Mike Minter. Il punter fu il Pro Bowler Todd Sauerbrun e il kicker naturalmente fu John Kasay, che era con la squadra dalla sua fondazione.

### 2005

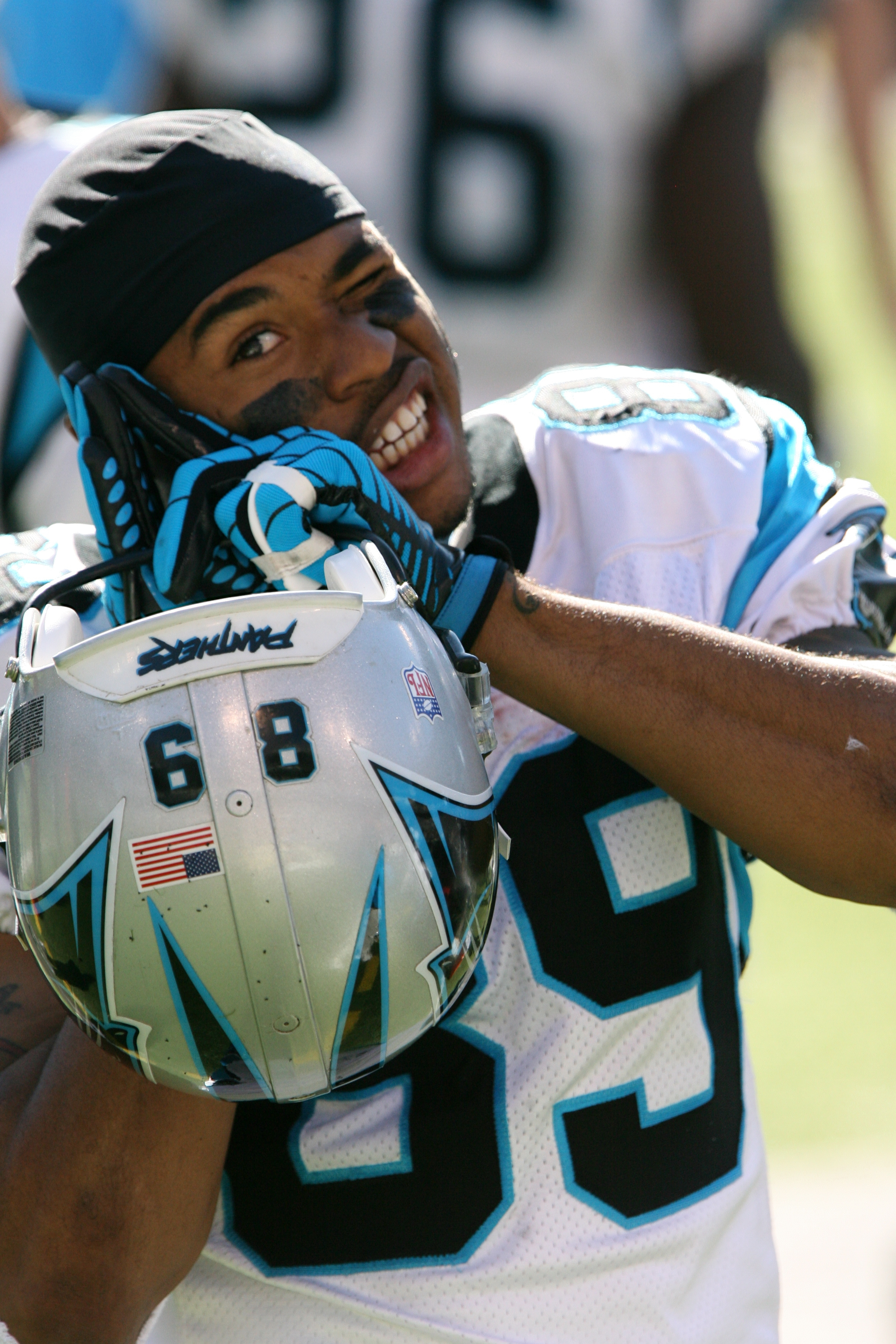
Steve Smith guidò la NFL in ricezioni, yard ricevute e touchdown nel 2005.

Dopo una sconfitta coi Saints nella gara di apertura, i Panthers ebbero la loro rivincita sui New England Patriots che li avevano battuti nel Super Bowl XXXVIII, vincendo col punteggio di 27–17. Dopo una sconfitta in una gara equilibrata coi Miami Dolphins 27–24, i Panthers infilarono una striscia di sei vittorie consecutive, inclusa una nel Monday Night Football contro i Green Bay Packers. In una gara casalinga contro i Minnesota Vikings Steve Smith, che si era già imposto come uno dei migliori ricevitore della lega, giocò una delle sue migliori prestazioni, ricevendo 11 passaggi per 201 yard e 1 touchdown, con la ricezione più lunga da 69 yard. Anche Jake Delhomme disputò una delle sue migliori gare, completando 21 passaggi su 29 per 341 yard e 3 touchdown, ricevendo una nomination come quarterback della settimana.
La striscia vincente si interruppe per mano dei Chicago Bears. La loro difesa, la migliore della lega, tenne Carolina a soli tre punti segnati, con un risultato finale di 13-3. Dopo aver perso coi Cowboys nel penultimo turno di campionato, i Panthers necessitavano di una vittoria per centrare un posto nei playoff. La squadra rispose con una prestazione dominante al Georgia Dome, battendo 44–11 i Falcons, il più largo margine di vittoria della storia della franchigia e la prima vittoria ad Atlanta dal 1997. Con quella vittoria, Carolina si assicurò il quinto posto nel tabellone della NFC.
I Panthers iniziarono i playoff domenica 8 gennaio 2006 al Giants Stadium contro i New York Giants. Dopo che entrambe le squadre non riuscirono a segnare nel primo quarto, la triade formata da Jake Delhomme, DeShaun Foster e Steve Smith dominò il resto della gara, terminata con un clamoroso 23–0. New York era il primo mercato televisivo d'America e la vittoria dei Panthers fu di notevole significato.
Il loro avversario successivo furono i Chicago Bears, casa del terzo mercato televisivo della nazione. I Panthers li batterono al Soldier Field con un punteggio finale di 29–21. Con quella vittoria, i Panthers si qualificarono per la terza finale della NFC in 11 anni di storia della franchigia. Nella gara contro Chicago però, Deshaun Foster si ruppe una caviglia, dovendo così rimanere fuori dai giochi per un periodo indefinito. Anche la loro stella, il defensive end Julius Peppers si infortunò nuovamente alla spalla. La settimana successiva, i Panthers giocarono con la squadra col miglior record della NFC, i Seattle Seahawks, ma gli infortuni e il fatto di giocare in trasferta per la quarta settimana consecutiva, fecero perdere nettamente Carolina 34–14.

### 2006
Nel Draft NFL 2006, i Panthers scelsero nel primo giro il running back DeAngelo Williams. In arrivo da una stagione positiva e con l'aggiunta del ricevitore Keyshawn Johnson, i Panthers esaurirono i biglietti del Bank of America Stadium in quindici minuti dall'apertura dei botteghini. Un infortunio a Steve Smith portò la squadra a perdere le prime due gare, ma il suo ritorno coincise con quattro vittorie consecutive. Jake Delhomme però si infortunò presto e perse tre gare. Alla fine, la squadra terminò con un record di 8–8 e mancò i playoff. A fine anno, il coordinatore offensivo Dan Henning fu licenziato e Johnson si ritirò, diventando un analista per ESPN.

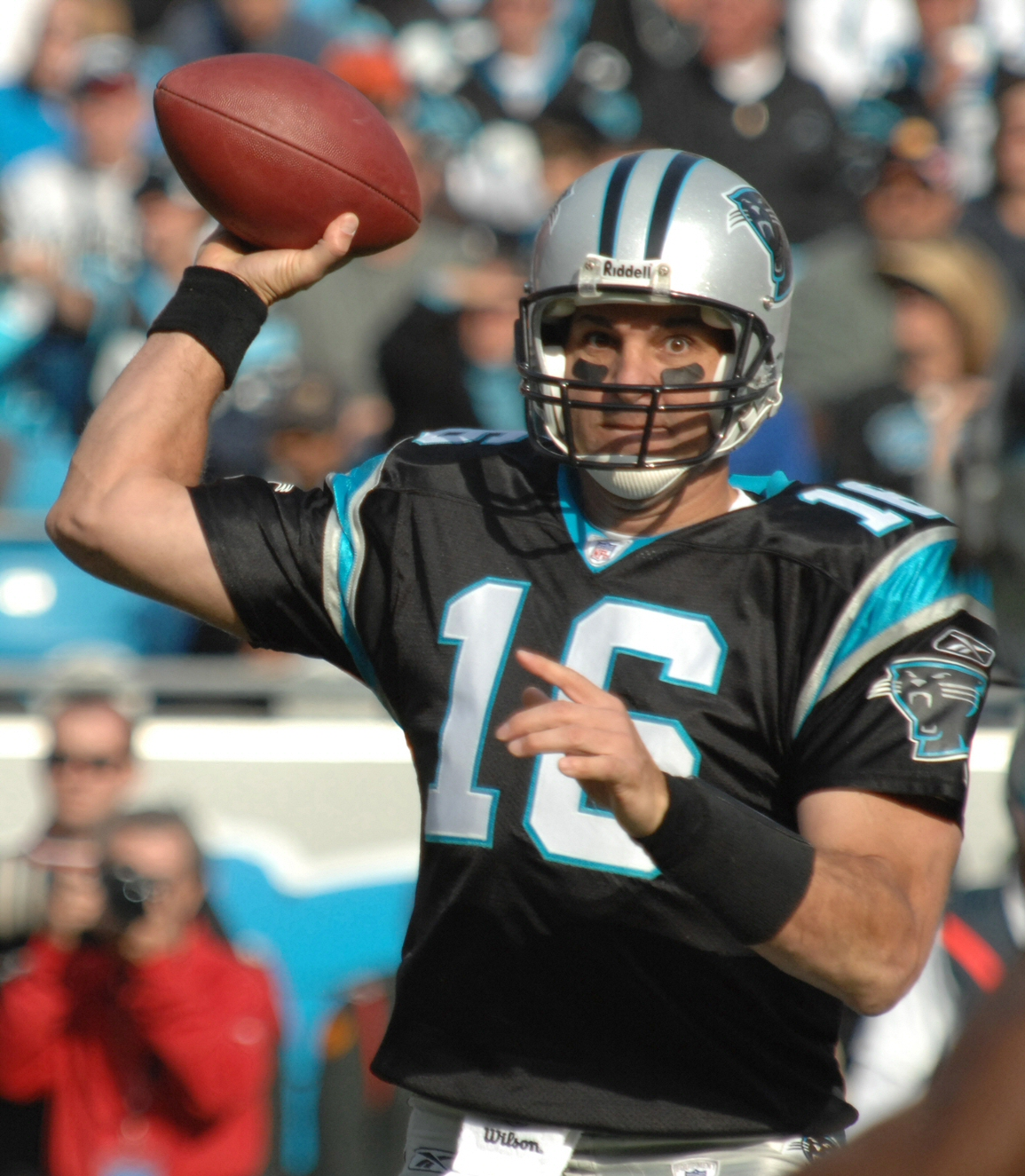
Vinny Testaverde nel 2007.

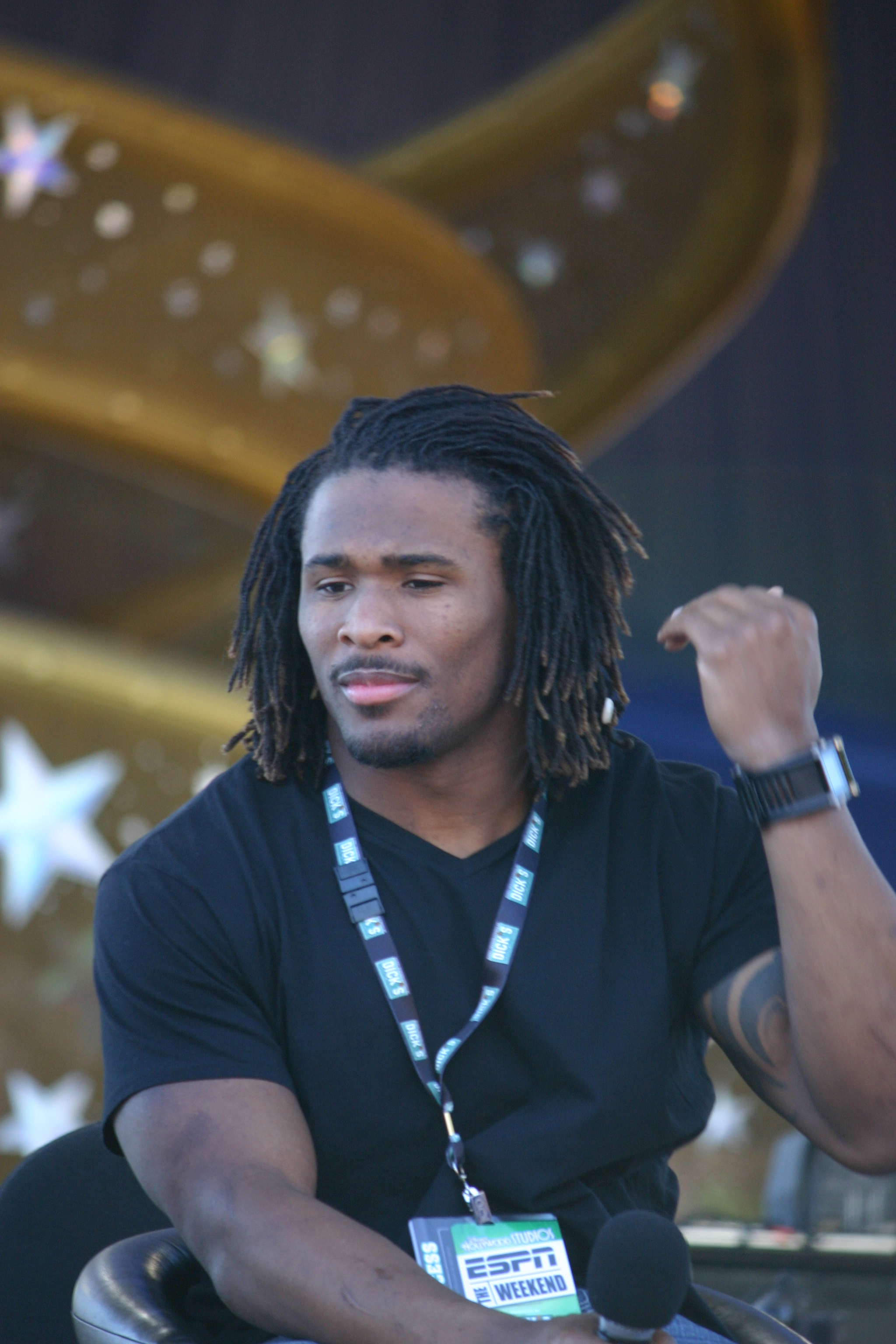
DeAngelo Williams giocò come running back titolare dei Panthers.

### 2007
Tra i giocatori scelti nel draft vi fu Dwayne Jarrett, scelto nel secondo giro del Draft NFL 2007. I Panthers iniziarono la stagione puntando a raggiungere i playoff, vincendo il loro debutto stagionale contro i St. Louis Rams per la prima volta dal 2003. La settimana successiva, in casa contro gli Houston Texans, i Panthers si portarono in vantaggio 14–0 ma persero 34–21, non riuscendo a fermare l'attacco sui passaggi dei Texans. Nella settimana 3 contro gli Atlanta Falcons, Jake Delhomme si infortunò al gomito perdendo il resto della stagione. Dopo una sconfitta in una gara equilibrata coi Tampa Bay Buccaneers nella settimana 4, i Panthers tornarono a vincere grazie a una grande prestazione dell'ex quarterback degli Houston Texans David Carr. Sfortunatamente per i Panthers, l'impopolare Carr subì il primo grave infortunio della carriera nella gara contro i Saints. Carr giocò sporadicamente nel resto della stagione, costringendo la squadra ad affidarsi al quarantaquattrenne Vinny Testaverde e al rookie Matt Moore per il resto dell'anno. Carolina concluse con un bilancio di 7–9 e mancò ancora i playoff.

### 2008
I Panthers scelsero diversi giocatori di talento nel Draft NFL 2008, inclusi il running back Jonathan Stewart e l'offensive tackle Jeff Otah. Con l'aiuto di un migliorato attacco sulle corse, i Panthers si rifecero nella stagione 2008, vincendo tutte le 8 gare in casa e terminando la stagione con un ottimo record di 12-4. Dopo aver battuto i New Orleans Saints 33–31 nell'ultima gara della stagione regolare, i Panthers vinsero il titolo della NFC South e la possibilità di saltare il primo turno di playoff. La stagione si concluse però in maniera deludente, perdendo in casa contro la squadra sorpresa di quella stagione, gli Arizona Cardinals di Kurt Warner, per 33–13. L'attacco dei Panthers fu rallentato in maniera decisiva dai sei palloni persi dal quarterback Jake Delhomme (5 intercetti e un fumble).

### 2009
Il debutto stagionale vide perdere Carolina per mano degli Eagles, cui seguirono altre due sconfitte contro Atlanta e Dallas. La prima vittoria giunse nella settimana 5 contro Washington. Nella 6, essi sconfissero i Buccaneers loro rivali di division per 28–21, una gara rimasta famosa a causa del cornerback Dante Wesley, che si lanciò sul collo del punt returner di Tampa Bay Clifton Smith. Smith rimase a terra incosciente a Wesley fu espulso, sospeso per una gara e multato di 20.000 dollari. Seguì una serie di alti e bassi. Dopo 11 gare, il recentemente infortunato Jake Delhomme fu messo in panchina, nominando come titolare Matt Moore. Con un attacco diventato maggiormente aggressivo, i Panthers vinsero quattro delle ultime cinque gare, comprese le ultime tre, 26–7 su Minnesota, 41-9 sui Giants 41–9 e 23–10 sui Saints.

### 2010
I Panthers persero diversi giocatori chiave prima della stagione 2010, inclusi il quarterback Jake Delhomme, il defensive end Julius Peppers, il wide receiver Muhsin Muhammad e il cornerback Dante Wesley. La loro miglior scelta nel draft fu il quarterback da Notre Dame Jimmy Clausen, che partì come titolare in dieci gare della stagione. Matt Moore partì inizialmente come titolare nella sconfitta contro New York nella settimana 1 e poi in quella con Tampa Bay. La squadra mise allora in panchina Moore e mise al suo posto Jimmy Clausen. Dopo altre sconfitte contro Cincinnati, New Orleans e Chicago, Carolina arrivò alla settimana di pausa con un record di 0–5. Moore ripartì come titolare nella settimana 7 in cui i Panthers ottennero la prima vittoria contro San Francisco 23–20. Dopo un'altra serie di sette sconfitte consecutive, in cui Matt Moore fu posto in lista infortunati, Jimmy Clausen guidò i Panthers alla loro seconda vittoria, 19–12 sui Cardinals. Con un record di 2-14, il peggiore della storia, i Panthers terminarono all'ultimo posto della lega.

## L'era di Cam Newton: 2011-presente
Dopo il disastroso 2010, John Fox fu licenziato assieme alla maggior parte del suo staff. Poco dopo, i Panthers assunsero Ron Rivera come quarto allenatore della loro storia. Rivera era stato in precedenza coordinatore difensivo dei Chicago Bears e dei San Diego Chargers.

### 2011
I Panthers selezionarono il quarterback Cam Newton come primo assoluto nel Draft NFL 2011. Questa mossa fu in qualche modo controversa, perché non era certa l'abilità di Newton di adattarsi ai campi della NFL. Era tuttavia chiara l'insoddisfazione dei Panthers verso Jimmy Clausen e la decisione di scegliere Newton si rivelò un successo.

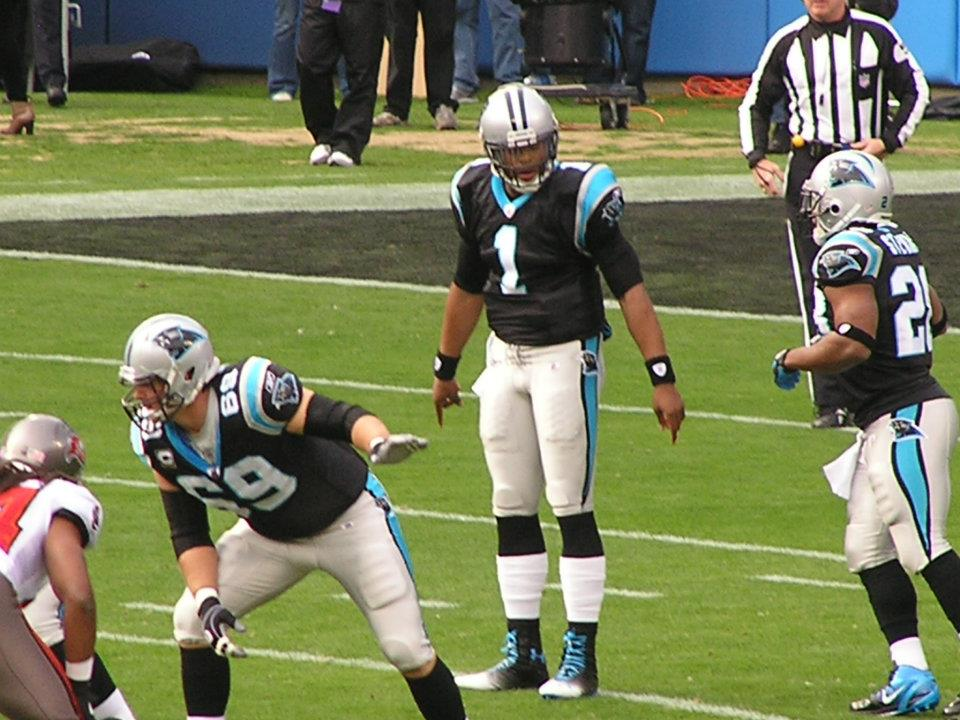
Cam Newton contro i Buccaneers il 24 dicembre 2011

Nella sua gara di debutto, l'11 settembre 2011, Newton completò 24 passaggi su 37 per 422 yard, 2 touchdown ed 1 intercetto, in una sconfitta in trasferta 28–21 contro gli Arizona Cardinals. Con un rating di 110,4, corse anche per un altro touchdown, divenendo il primo rookie a lanciare per più di 400 yard alla sua prima partita in carriera. Le sue 422 yard superarono il record di Peyton Manning per il maggior numero di yard passate in una giornata di apertura.
Nella sua seconda gara in carriera, una sconfitta casalinga per 30–23 contro i campioni in carica dei Green Bay Packers, Newton superò il suo stesso record di yard passate in una partita da una rookie, stabilito la settimana precedente con 432 yard (superate poi la stagione successiva da Andrew Luck con 433), passando un touchdown e correndone un altro. Le sue 854 yard passate nelle prime due giornate della stagione, il massimo nella storia per un rookie, superarono il record di 827 detenuto da Kurt Warner nella stagione 2000 e furono il massimo per qualsiasi quarterback nelle due settimane della stagione prima che Tom Brady di New England ne facesse segnare 940 il giorno successivo. Egli divenne anche l'unico giocatore ad iniziare la sua carriera con 2 partite consecutive da almeno 400 yard e distrusse il record di franchigia dei Carolina Panthers di 547 yard detenuto da Steve Beuerlein.
I Panthers ottennero la prima vittoria della stagione con un 16–10 sui Jacksonville Jaguars. I Panthers poi sfidarono gli Atlanta Falcons, perdendo 31–17. La squadra salì a un record di 2-5 con la vittoria nella settimana 7 sui Washington Redskins 33-20. Newton stabilì il record NFL di touchdown su corsa per un quarterback il 4 dicembre 2011, correndo il suo 13º touchdown della stagione nell'ultimo quarto contro Tampa Bay. Il 24 dicembre 2011 in una vittoria 48-16 sui Tampa Bay Buccaneers, Newton passò per 171 yard e 3 TD e correndo per altre 65 yard più un altro TD. Quella giornata, egli batté il record di Peyton Manning di 3.739 yard passate per un rookie. Il 1º gennaio 2012, contro i Saints, Newton passò per 158 yard diventando il primo quarterback al debutto a passare almeno 4.000 yard. La sua stagione terminò con 4.051 yard, un record per un rookie battuto l'anno successivo ancora da Andrew Luck. A fine anno, il quarterback fu premiato come rookie offensivo dell'anno e convocato per il Pro Bowl. Le sue prestazioni, insieme a quelle di uno Steve Smith che sembrò vivere una sorta di seconda giovinezza, consentirono ai Panthers di vincere quattro gare in più dell'anno precedente, terminando con un record di 6-10

### 2012
La stagione 2012 iniziò per i Panthers con la speranza di raggiungere i playoff. La loro prima scelta nel Draft NFL 2012 fu il linebacker Luke Kuechly che guidò la NFL con ben 163 tackle e fu premiato come rookie difensivo dell'anno. La stagione iniziò in modo estremamente lento però per Carolina. Il 9 settembre, i Panthers iniziarono con una sconfitta per 16-10 in casa dei Tampa Bay Buccaneers. Nel turno successivo, Carolina vinse la prima gara di stagione ai danni dei New Orleans Saints. Nel Thursday Night Football della settimana 3 perso contro i New York Giants, Newton faticò per tutta la gara lanciando 242 yard e ben tre intercetti, oltre a segnare un touchdown su corsa.

Luke Kuechly nel training camp 2012.

Nella settimana 4, i Panthers misero in seria difficoltà gli imbattuti Atlanta Falcons, perdendo solo con un field nei secondi finali della partita: Newton si rifece della prestazione deludente della settimana precedente passando 214 yard e 2 touchdown, oltre a correre 86 yard e segnare un altro touchdown su corsa, ma commettendo anche un fumble decisivo a un minuto dal termine che spianò la strada alla rimonta dei Falcons.
Nella settimana 5 i Panthers precipitarono a un record di 1-4 perdendo in casa contro i Seattle Seahawks: Newton continuò il suo difficoltoso inizio di stagione completando solamente 12 passaggi su 29 per 141 yard senza touchdown e intercetti. Dopo il turno di pausa i Panthers persero la quinta gara stagionale contro i Cowboys. Nella settimana 8 i Panthers sprofondarono a un record di 1-6 perdendo all'ultimo secondo contro i Bears.
I Panthers conclusero una striscia negativa di 5 sconfitte consecutive battendo nella settimana 9 i Washington Redskins di Robert Griffin III. Carolina venne sconfitta nuovamente nella settimana 10 dai Denver Broncos con Newton che fu pressato tutto il giorno da Von Miller e concluse con 241 yard passate, 2 touchdown, 2 intercetti e ben 7 sack subiti di cui uno che causò una safety. Nel turno successivo i Panthers sprecarono un vantaggio di 11 punti a cinque minuti dallo scadere, perdendo ai supplementari contro i Buccaneers.

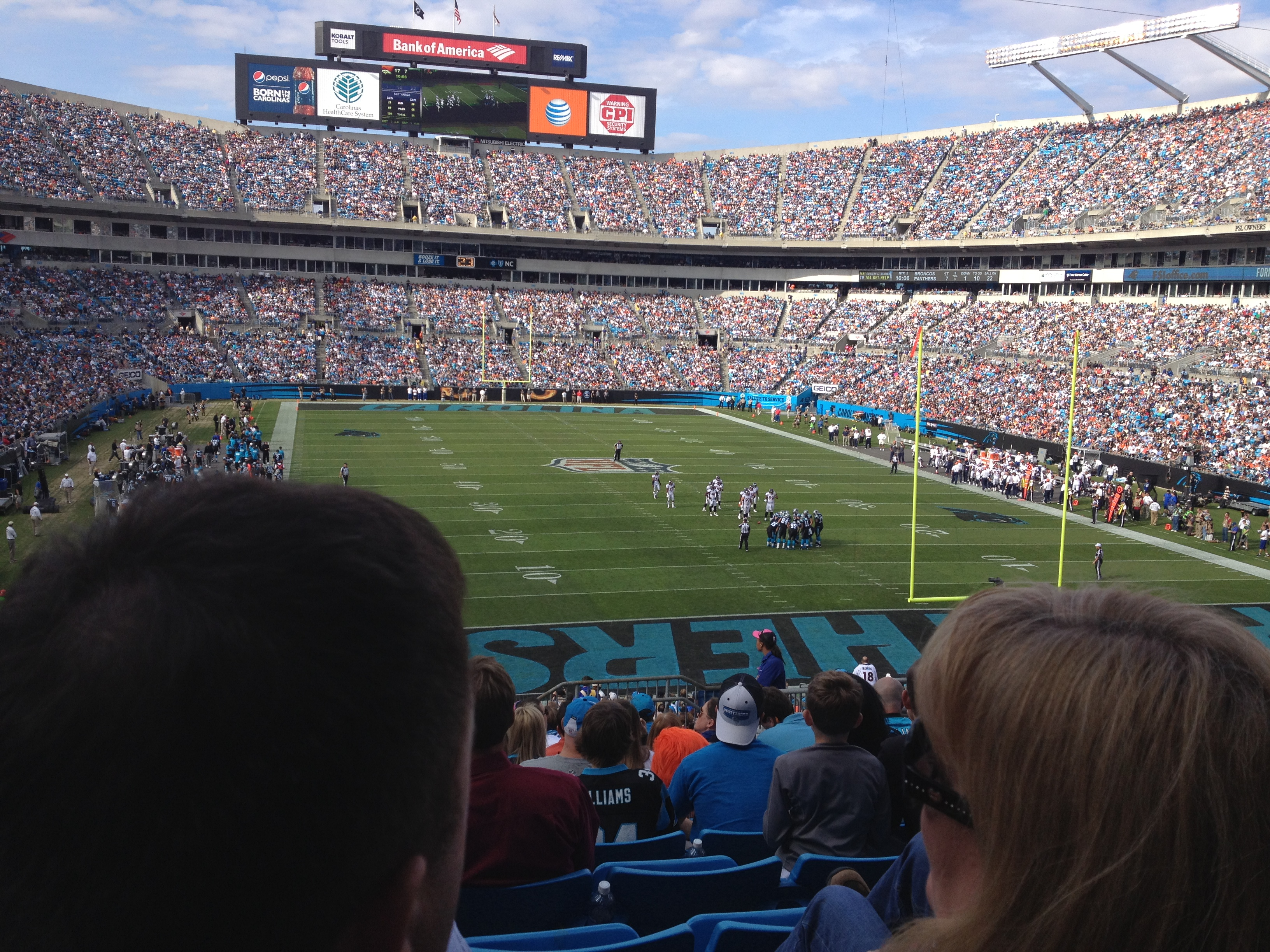
Una partita tra i Panthers e i Denver Broncos nella stagione 2012.

Nel Monday Night Football della settimana 12, Newton tornò a giocare una partita degna della fama acquisita nella sua stagione da rookie lanciando 306 yard e segnando 4 touchdown totali (2 passati e 2 su corsa) nella vittoria sui Philadelphia Eagles. A quella partita ne fece seguire un'altra di ottimo livello passando 232 yard e 3 touchdown (più 78 yard corse) che non furono però sufficienti a battere i Kansas City Chiefs, la squadra col peggior record della lega.
Nel turno successivo, Newton disputò forse la sua miglior partita dell'anno battendo i Falcons, in possesso del miglior record della NFL. I Panthers dominarono la prima metà di gara portandosi in vantaggio per 23-0, sufficiente a impedire la tardiva rimonta degli avversari. Newton terminò la partita con 287 yard passate, 2 passaggi da touchdown e un record in carriera di 116 yard corse, compresa una spettacolare corsa da 72 yard che siglò il terzo touchdown personale di giornata.
I Panthers continuarono a tentare di raddrizzare la stagione anche nella settimana successiva vincendo contro i San Diego Chargers. Carolina vinse la quarta gara nelle ultime 5 contro gli Oakland Raiders nella settimana 16. Nell'ultimo turno di campionato, Carolina migliorò il suo record dell'anno precedente centrando la settima vittoria del 2012 contro i Saints, concludendo così la prima stagione con meno di dieci sconfitte dal 2009.

### 2013
Dopo avere permesso ai Buffalo Bills di segnare il touchdown della vittoria a soli due secondi dal termine nella settimana 2 e poi avere perso 22-6 contro gli Arizona Cardinals in cui quarterback Cam Newton subì tre intercetti, i Panthers scesero a un record di 1-3 all'inizio della stagione. Il lavoro dell'allenatore Ron Rivera fu messo in seria discussione, così come le qualità di leader di Newton. Si ripresero la settimana successiva battendo i Minnesota Vikings 35-10, una vittoria che diede il via a un inatteso record di franchigia di otto vittorie consecutive. Durante quella striscia, i Panthers batterono i campioni NFC in carica, i San Francisco 49ers, e una potenza della AFC come i New England Patriots nel Monday Night Football a Charlotte. La difesa dei Panthers, trascinata da Luke Kuechly, divenne una delle più dominanti della lega in quel periodo, tenendo sempre gli avversari a non più di 20 punti segnati. La striscia si concluse nella settimana 14, quando Carolina fu battuta 31-13 dai New Orleans Saints rivali di division nel Sunday Night Football. La squadra riuscì comunque a chiudere vincendo tutte le ultime tre partite, assicurandosi, con un record di 12-4, la vittoria della division e il secondo posto nel tabellone della NFC. Ron Rivera fu premiato come allenatore dell'anno e Kuechly come difensore dell'anno. Nel Divisional round dei playoff, i Panthers ospitarono i 49ers, venendo sconfitti per 23-10.

### 2014
Dopo una partenza positiva con vittorie sui Tampa Bay Buccaneers e i Detroit Lions, i Panthers ebbero un record parziale di 1-8-1 nelle successive dieci gare, scendendo a 3-8-1. Questo incluse un pareggio 37-37 nei tempi supplementari contro i Cincinnati Bengals, il primo della storia della franchigia. L'inerzia della stagione mutò a dicembre, con quattro vittorie consecutive contro New Orleans Saints, Tampa Bay Buccaneers, Cleveland Browns e Atlanta Falcons. In tal modo, l'annata di Carolina si concluse con un bilancio di 7-8-1.
Malgrado il record negativo, i Panthers vinsero il secondo titolo consecutivo della NFC South e per la prima volta si qualificarono ai playoff per due anni consecutivi. Divennero inoltre la prima squadra della storia a vincere due volte consecutive la NFC South e la seconda a vincere la division con più sconfitte che vittorie, dopo i Seattle Seahawks del 2010. Nel primo turno di playoff, i Panthers batterono gli Arizona Cardinals dopo di che persero contro i Seattle Seahawks campioni in carica nel Divisional round.

### 2015: sconfitta nel Super Bowl 50

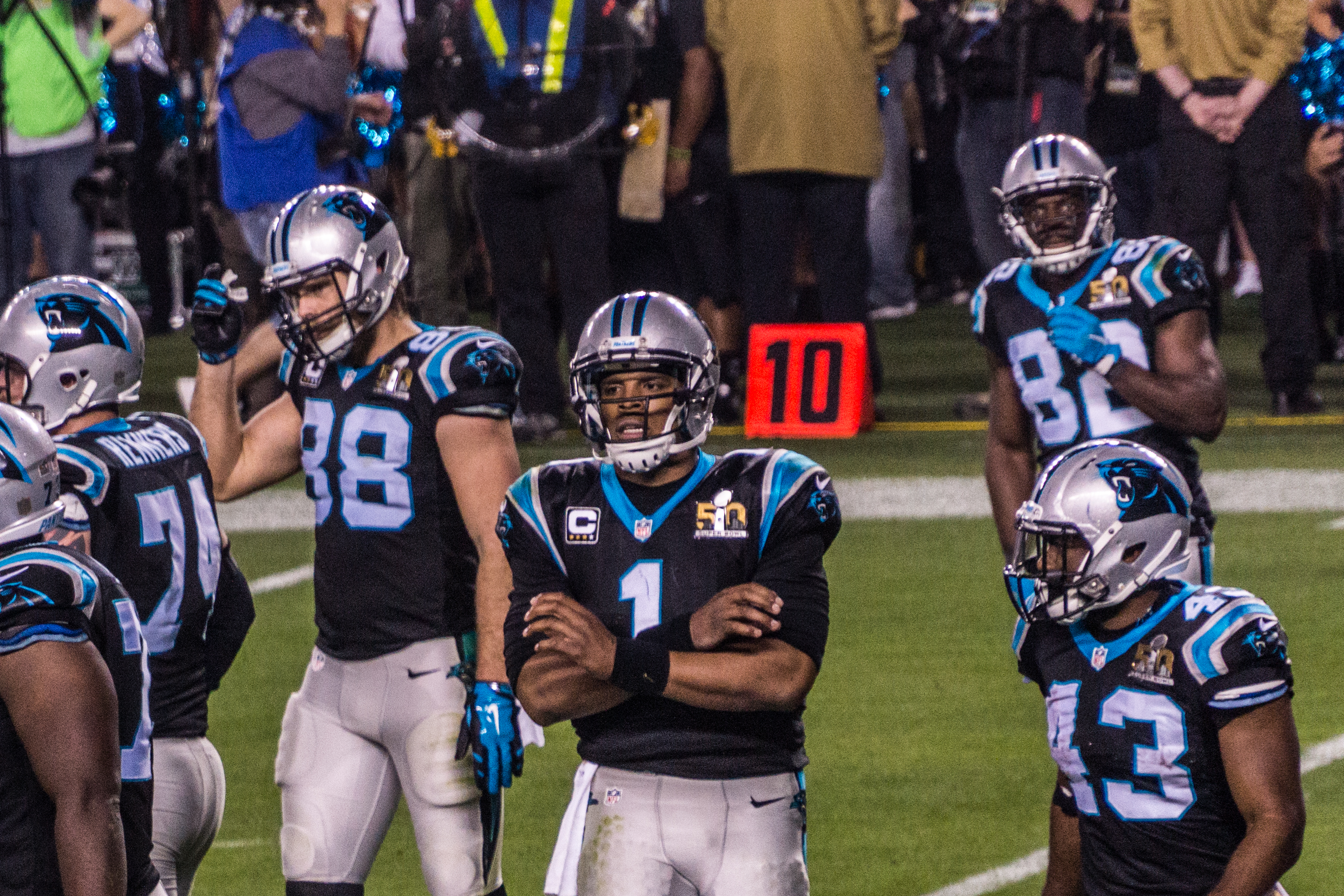
Giocatori di Carolina nel Super Bowl 50

Prima dell'inizio della stagione, i Panthers persero il loro miglior ricevitore, Kelvin Benjamin, per infortunio ma, malgrado tale inconveniente, terminarono col miglior record della NFL e il migliore della loro storia, 15-1, venendo sconfitti solo nella penultima partita della stagione regolare nell'ininfluente gara contro gli Atlanta Falcons. La squadra ebbe dieci convocato per il Pro Bowl e otto giocatori inseriti nella formazione ideale della stagione All-Pro. Cam Newton fu il primo giocatore della storia di Carolina a venire premiato come MVP della NFL mentre Ron Rivera fu premiato per la seconda volta come allenatore dell'anno.
Nei playoff, i Panthers, avendo guadagnato il fattore campo per tutti i playoff della NFC, ebbero la possibilità di accedere direttamente al secondo turno. Lì Carolina si prese la rivincita dell'eliminazione da parte di Seattle nell'anno precedente, impedendo ai Seahawks di disputare il terzo Super Bowl consecutivo. Nella prima finale di conference disputata a Charlotte, Carolina batté nettamente i Cardinals, forzando sette palloni persi nella vittoria per 49-15, raggiungendo il secondo Super Bowl della sua storia, il primo dal 2003. Malgrado i favori del pronostico, i Panthers furono battuti nel Super Bowl 50 dai Denver Broncos per 24-10.

### 2016
Malgrado i successi dell'anno precedente e il ritorno di Kelvin Benjamin, il 2016 fu una stagione da dimenticare per Carolina, che perse cinque delle prime sei partite e chiuse con un record di 6-10 all'ultimo posto della propria division. Luke Kuechly, stella della difesa dei Panthers, perse sei gare per infortunio. Fu la prima stagione dal 2003 che entrambe le squadre qualificatesi l'anno precedente per il Super Bowl non riuscirono a qualificarsi per la post-season l'annata seguente. Inoltre i Panthers furono la prima squadra nella storia della NFL a terminare una stagione col record di 15–1 e non raggiungere i playoff l'anno successivo.